# Dobri Wojnikow
Dobri Wojnikow, bułg. Добри Войников (ur. 10 listopada 1833 w Szumenie, zm. 27 marca 1878 w Tyrnowie) – pierwszy bułgarski dramatopisarz i działacz kulturalno-oświatowy w Szumenie. Tworzył podręczniki, wiersze i dialogi. W Braile kontynuował działalność wśród bułgarskich imigrantów, wydawał tygodnik kulturalno-oświatowy „Dunawska zora”, zorganizował stowarzyszenie teatralne. Był autorem wielu dramatów historycznych, m.in. Wojwoda Stojan (1866), oraz komedii obyczajowych: Kriworazbranata ciwilizacija (1871), Poewropejczwane na turczina (1876).